# Enrique Fernández Ledesma
Enrique Fernández Ledesma (Pinos, Zacatecas, 15 de abril de 1888 - Ciudad de México, 9 de noviembre de 1939) fue un escritor, poeta, crítico literario, bibliotecario y académico mexicano.

## Semblanza biográfica
En el año de 1898 se trasladó a Aguascalientes, en donde realizó sus estudios y conoció a Ramón López Velarde, Manuel M. Ponce y Saturnino Herrán. Viajó a la Ciudad de México, en donde se estableció e inició su carrera como escritor y crítico literario.
En 1910 fue director del periódico "El noticiero" y dirigió el seminario "ZIG ZAG"  donde publoiuco poemas crónicas literarias  y comentarios sobre arte.                      Su primer libro titulado Con la sed en los labios fue publicado en 1919 y la portada fue ilustrada por David Alfaro Siqueiros. Más tarde se trasladó a Ciudad de México, donde desarrolló su profesión como escritor y crítico literario. Fue subdirector y director de la Biblioteca Nacional de México de 1929 a 1936. Durante su gestión, fue promotor de la lectura en México, contratando con algunas estaciones radiodifusoras la transmisión de los Mensajes bibliográficos y críticos de la Biblioteca Nacional de México, los cuales daban a conocer las obras nuevas publicadas por distintas casas editoriales, las que a su vez donaban un ejemplar a la biblioteca a cambio de la propaganda recibida. Por último también fue de la reimpresion de los mexicanos pintados por ellos mismos. Por otra parte, instaló la Hemeroteca Nacional en la capilla de la Tercera Orden. Se especializó en el estudio de las artes gráficas. Fue elegido miembro correspondiente de la Academia Mexicana de la Lengua. Murió en la Ciudad de México, el 9 de noviembre de 1939.

## Obras publicadas
- Con la sed en los labios, poesías, 1919.
- Viajes al siglo XIX, 1933.
- Historia crítica de la tipografía en México, 1935
- Galería de fantasmas, publicación póstuma, 1939. Edición ilustrada por Fernando Leal (1896-1964)
- 19 monedas de cobre, obra inédita que contiene cuentos.
- Nueva galería de fantasmas, 1995. Edición ilustrada por https://en.wikipedia.org/wiki/Fernando_Leal_Audirac (1958-)